# Eudrella ryukyuensis
Eudrella ryukyuensis is een vlokreeftensoort uit de familie van de Aoridae. De wetenschappelijke naam van de soort is voor het eerst geldig gepubliceerd in 2005 door Akiyama & Gamo.